# Проблема верволка в средней полосе
«Проблема верволка в средней полосе» («Верволки средней полосы») — рассказ Виктора Пелевина. 

## Сюжет
В центре повествования — оборотни (верволки), живущие на территории России.
Главный герой — студент Саша Лапин — приезжает в деревенскую местность, в поисках места, которое он увидел на фотографии в книге. Во время своих поисков он теряется в лесу и выходит на группу верволков, которые в это время готовятся сменять человеческий вид на волчий.
Саша тоже обращается в верволка. Полноправным членом стаи он становится когда побеждает в поединке оборотня Николая, который вёл неподобающий волку образ жизни. В результате становления волком происходит изменение в самосознании Саши. Он понимает, что его предыдущая жизнь была лишь сном, и теперь он пробудился. Саша достигает гармонии с окружающим миром. В конце выясняется, что он был предрасположен к такому превращению изначально (искал фотографию волка).
Слово верволк — это придуманный Пелевиным неологизм (от германского вервольф и русского волк). Так автор подчёркивает перенос европейского явления на русскую почву.
Вервольфы являются в рассказе положительными персонажами. Они враждуют с совами-оборотнями, олицетворяющими зло.
Рассказ насыщен элементами, характерными для русских сказок и фольклора, которые переплетаются с современностью. Автор затрагивает философские вопросы русской литературы XIX—XX веков о предназначении человека в современном мире.
Как и во многих других своих произведениях, в этом рассказе автор создаёт общий мир персонажей, которые переходят из книги в книгу. Герои «Проблемы верволка» будут встречаться в других рассказах и романах (например, в «Принце Госплана», «Священной книге оборотня»).

## Издания
Рассказ впервые опубликован (под названием «Верволки средней полосы») в сериальном сборнике НФ-35 в 1991 году. В том же году вышел в составе первой книги автора «Синий фонарь», затем неоднократно публиковался в других авторских сборниках, в том числе в одноимённом сборнике рассказов 1993 года.